# خودروی کروکی

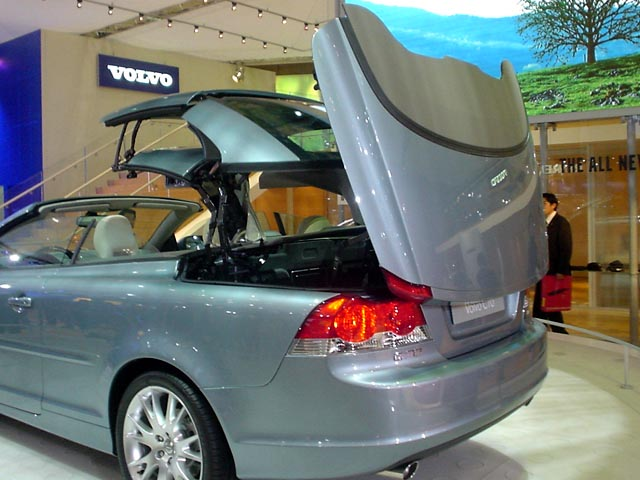
ولوو سی۷۰ در حال جمع کردن سقف فلزی

خودرو با سقف جمع‌شونده یا کانورتیبل (به انگلیسی: Convertible) یا کابریو (به انگلیسی: cabrio) که معمولاً در ایران به آن خودروی کروکی گفته می‌شود خودرویی است که در کنار اینکه متعلق به یکی از کلاس‌های استاندارد خودرو است، سقف آن نیز امکان جمع شدن یا گسترده بودن را دارد. خودروهای زیادی از کلاس‌های گوناگون خودرو می‌توان یافت که در این دسته قرار می‌گیرند. به عنوان مثال، گونه دو در این خودرو را می‌توان خودرویی با امکان تغییر قابلیت از یک رودستر به خودرو کوپه و بالعکس دانست. سقف این خودروها به‌طور کلی از دوجنس پارچه و فلز ساخته می‌شوند. جنس پارچه بیشتر برای مناطقی بکار می‌رود که در مدارات دور از خط استوا قرار دارند، به این خاطر که این سقف در عین سبک‌تر و کم حجم تر بودن، مقاومت کمتری در مقابل تابش نور خورشید دارد.

## نگارخانه

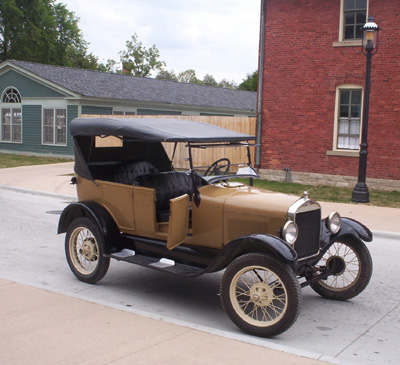
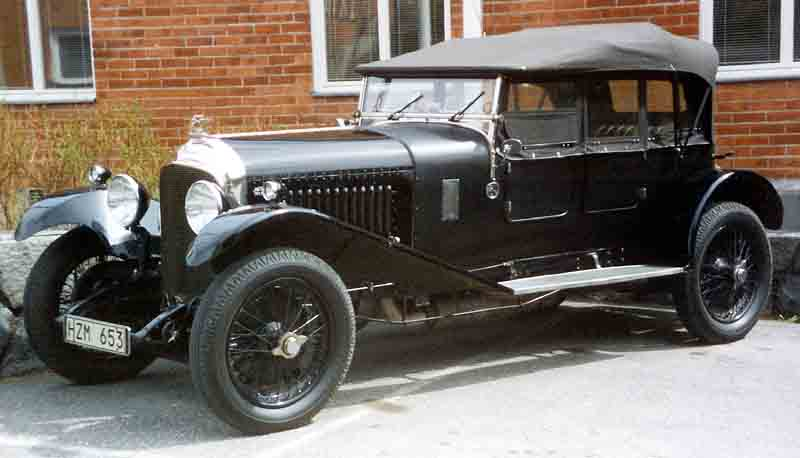
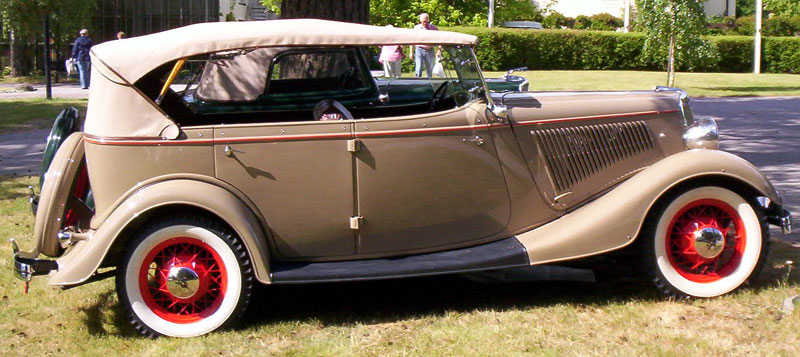
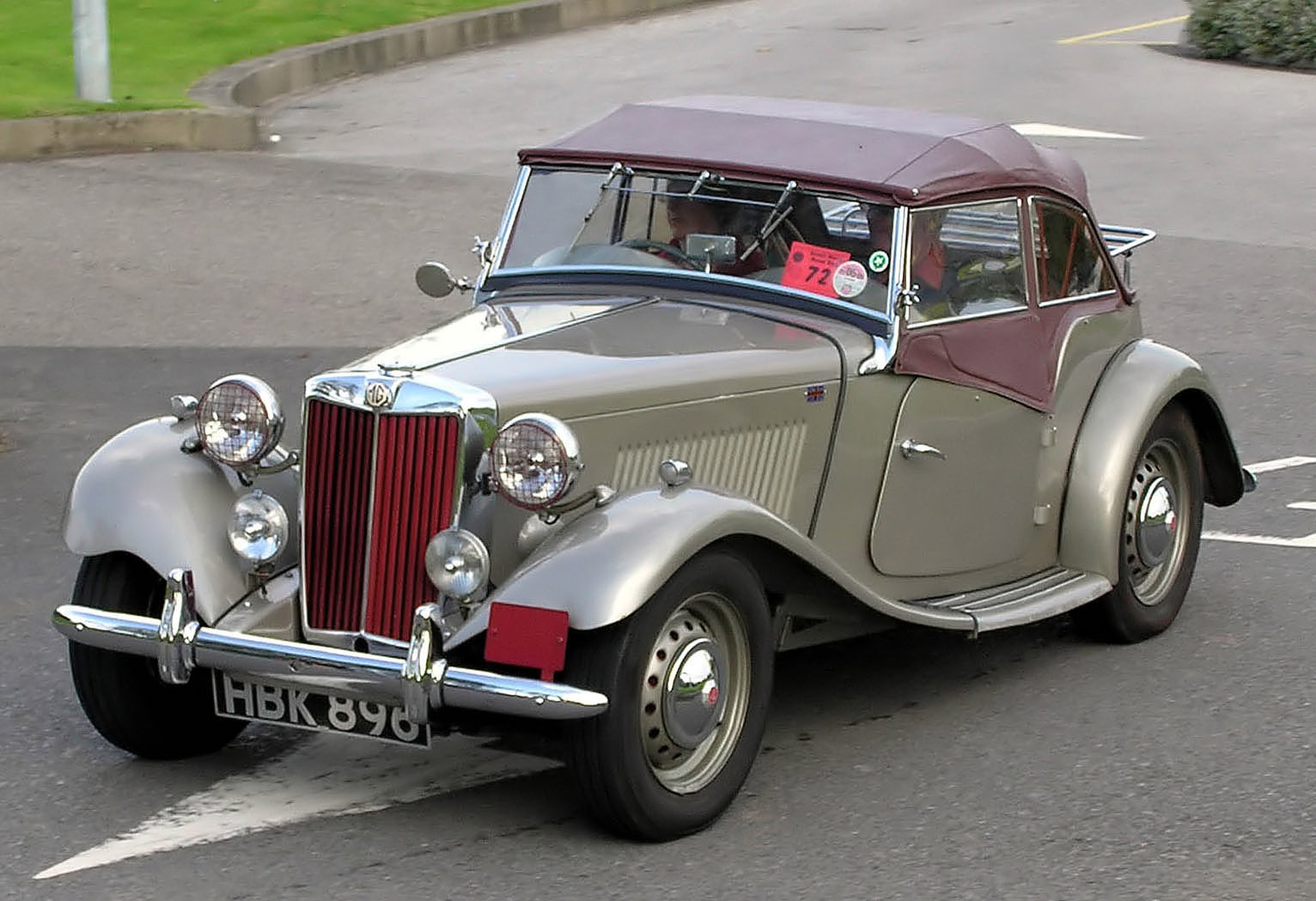
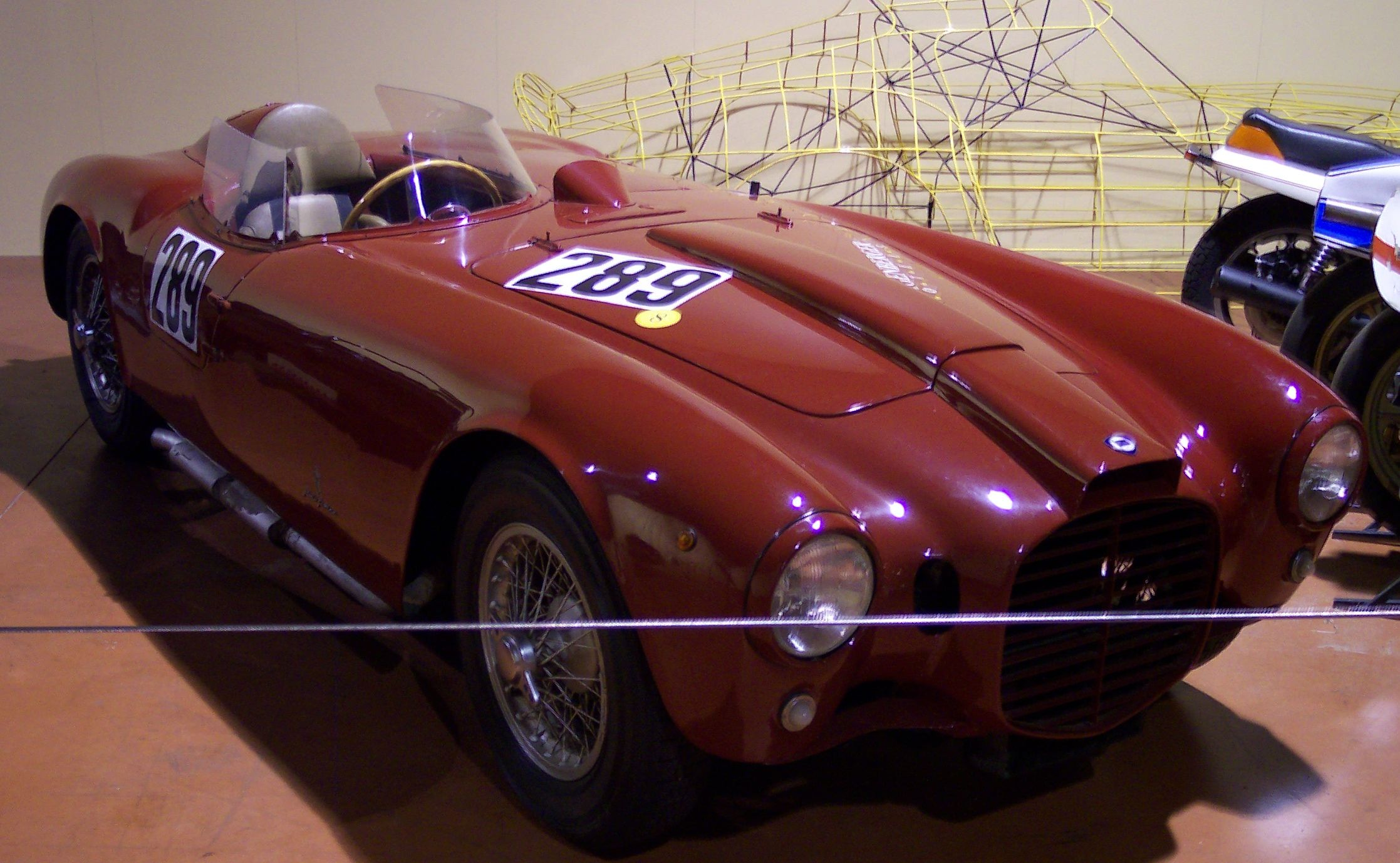
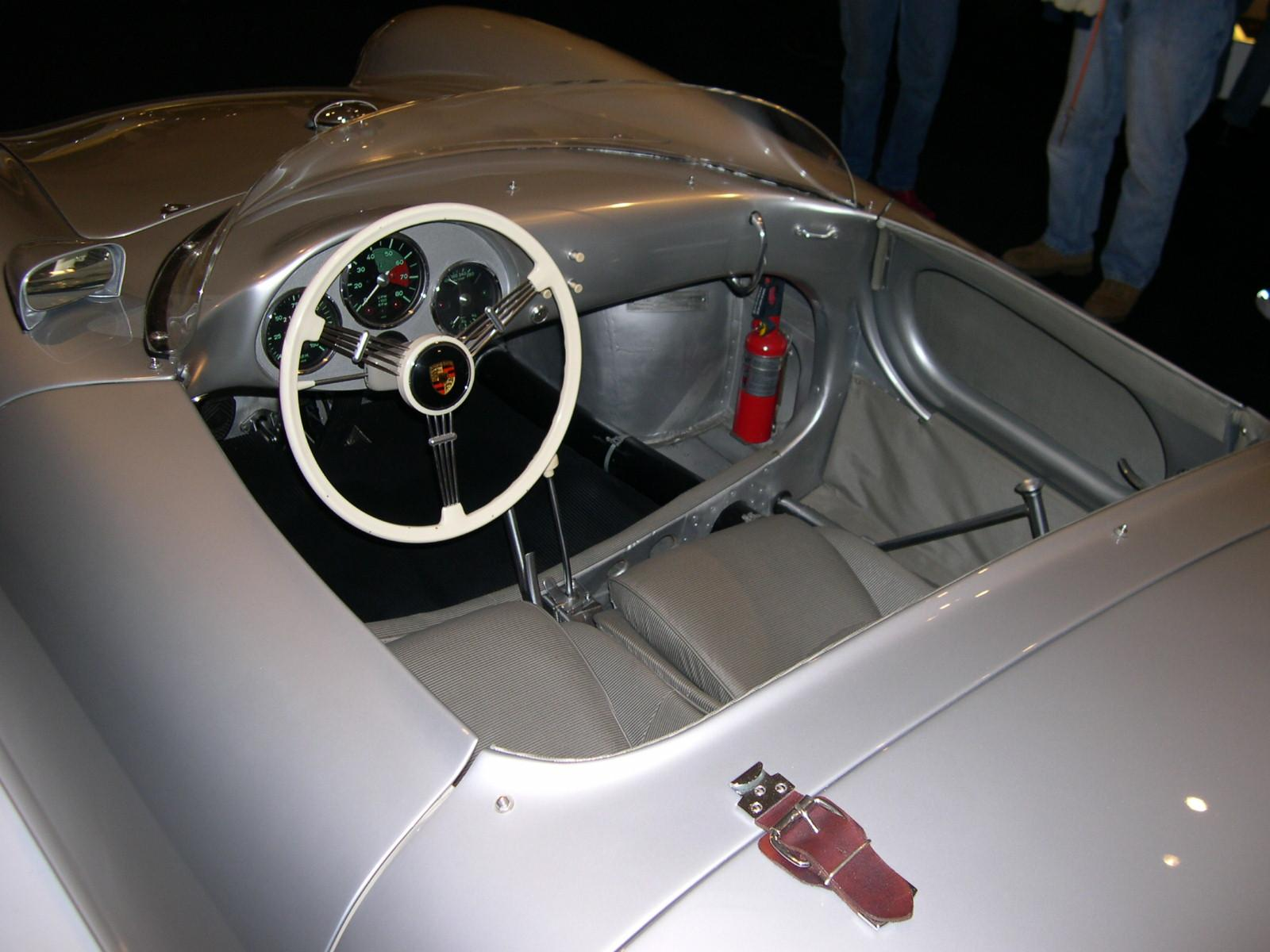
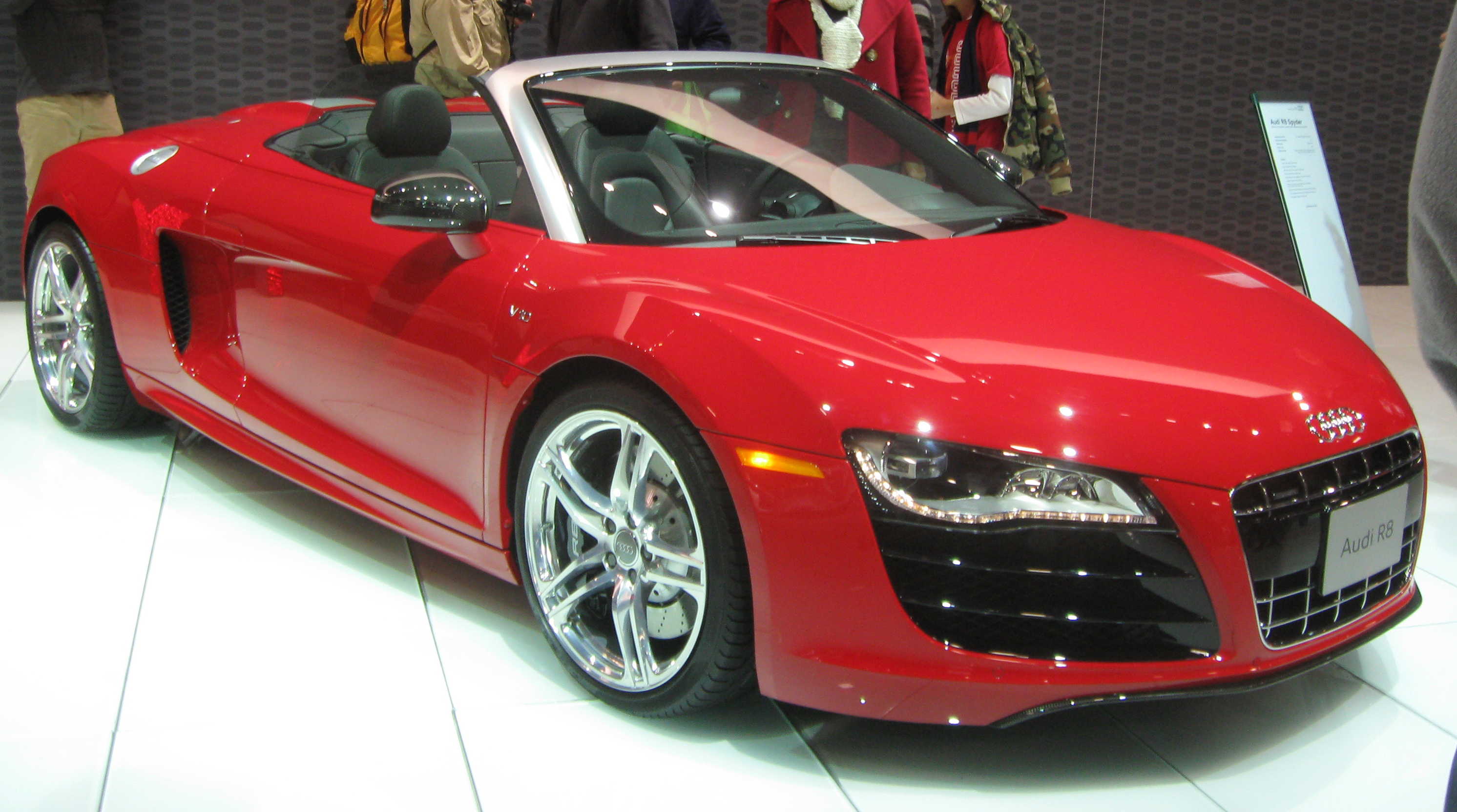